# Insidious (film)
Insidious er en amerikansk independent overnaturlig gyserfilm fra 2011, skrevet af Leigh Whannell og instrueret af James Wan. I hovedrollerne ses Patrick Wilson, Rose Byrne, Lin Shaye, og Barbara Hershey. Historien handler om en par, hvis søn uforklarligt går ind i en bevidstløs tilstand og bliver et fartøj for spøgelser i en astraldimension. Filmen blev udgivet den 1. april 2011. Med hensyn til cost-to-gross ratio, var det den mest indbringende film i 2011.

## Handling
Under den første scene i filmen, ses en gammel kvinde lurer i husets korridor, mens Josh sover på sit værelse. Renai og Josh Lambert (Rose Byrne og Patrick Wilson) er for nylig flyttet ind i et nyt hus med deres tre børn. En morgen, begynder Renai at kigge gennem en familiens fotoalbum sammen med hendes søn, Dalton (Ty Simpkins). Han spørger, hvorfor der ikke er nogen billeder af Josh, fra da han var barn. Renai siger at årsagen er at han altid har været kamera genert.
Dalton fortæller Renai at han er bange for hans nye værelse. En dag, Dalton hører noget på loftet, da han går op for at undersøge det, han ser noget der skræmmer ham, og han falder ned af loftetstigen. Den næste dag går Josh ind for at vække Dalton, men han bevæger sig ikke. De styrter af sted med ham til hospitalet, hvor lægerne siger, at han er i en uforklarlig koma.

## Medvirkende
- Patrick Wilson som Josh Lambert
- Rose Byrne som Renai Lambert
- Barbara Hershey som Lorraine Lambert
- Ty Simpkins som Dalton Lambert
- Lin Shaye som Elise Reiner
- Leigh Whannell som Specs
- Andrew Astor som Foster Lambert
- Angus Sampson som Tucker
- Jeannette Sousa som Dr. Trimble
- Chelsea Tavares som Terri
- Philip Friedman som den gamle kvinde
- Joseph Bishara som Læbestift-Dæmon
- J. LaRose som Langhåret ven
- Heather Tocquigny som Sygeplejerske Kelly
- Corbett Tuck som Sygeplejerske Adelle / dukke pige #2
- Kelly DeVoto som dukke pige #1